# 杉並区立西田小学校
杉並区立西田小学校（すぎなみくりつ にしたしょうがっこう）は、東京都杉並区荻窪1丁目にあり、2022年度で80周年を迎えた公立小学校。
2024年5月1日時点で学級数24、児童数734名。児童数は毎年増加傾向にあり、2019年度(648名)と比べて5年間で80名以上増えた。
校名は、にしたしょうがっこうと読むのが正しく、にしだしょうがっこうと読むのは間違いである。旧東多摩郡田端村の西側である西田端が、西田町（にしたまち）と呼ばれるようになったのが由来である。その名残として、学校の北東には西田商店街がある。最寄りのバス停「西田小学校」の読み方は「にしだしょうがっこう」になっていて、関東バスに読み方を間違えられてしまっている。

## 沿革
- 1942年 - 東京都西田国民学校設立、戦後杉並区立西田小学校となる。
- 1944年 - 集団で学童疎開（３～６年生）が行われる。
- 1974年 - 静岡県賀茂郡南伊豆町に杉並区立南伊豆健康学園（廃園）が設置される。
- 1975年 - 南校舎完成。
- 1986年 - 米飯給食開始（給食室の増改築完成）。

## ゆうゆうハウス
南校舎2階に「西田ゆうゆうハウス（西田小生涯学習振興室）」があり、登録している人は個人学習室が使えるようになっている。

## 近隣の施設
- 杉並区立松溪中学校
- 松渓公園
- 善福寺川緑地
- 旧環状八号線（西田小学校入口のバス停がある）
- 荻窪児童館（荻窪学童クラブを併設、都営住宅の中にある）
- 西田幼稚園（2014年に閉園）
- シャレール荻窪（旧荻窪団地）